# دانا هوي
دانا هوي (بالإنجليزية: Dana Hoey)‏ هي مصورة أمريكية، ولدت في 1966.